# قائمة قنوات فلسطين

## القنوات الموجودة في فلسطين
قناة بحيرة طبريا (النقب) الغاية من إنشاء هذه القناة هي نقل (180) مليون متر مكعب سنويا من مياه نهر الأردن إلى النقب لري أراضيه واستصلاحها للزراعة .وهي تبدأ عند (الطابغة) الواقعة على الشاطئ الشمالي الغربي من بحيرة طبريا عند خط عرض 52 31 وتنتهي جنوبي مستعمرة (ماجن) عند خط عرض 17 31 وخط طول 25 34 . أما خط سيرها فهو كما يلي :
ويبدأ من محطة الضخ  أقيمت هذه المحطة شمالي (الطابغة ) مباشرة ضمن نفق في (تل العريمة) وهي تعمل على رفع مياه طبريا (التي تتصل بها بواسطة أنابيب مدت في قعر البحيرة لمسافة 300 متر من الشاطئ) إلى ارتفاع 205 مترا أي إلى حوالي 40 متراً فوق سطح البحر حيث تجري بعد ذلك ضمن أنابيب فولاذية قطرها 3 أمتار تمتد مسافة 2200 متر، حفرت لها خنادق على سفوح الجبل المشرف على البحيرة. وتنتهي هذه الأنابيب الفولاذية إلى المجرى الأساسي للقناة مخترقة سهل الغوير. وتدفع المياه ضمنها من محطة الضخ حتى قناة الأردن.
قناة الأردن وهي قناة مكشوفة تسيل فيها المياه من الأنابيب الفولاذية على طول 16 كم. عرضها 12 مترا. وعمقها (3.15) أمتار. وهي تتعرج حسب منحدرات الجبال. وتنخفض بمعدل 16سنتم لكل 1 كم إلى أن تنتهي بخزان صلمون .
 خزان صلمون وقد أنشئ في سهل صغير بين (وادي الروبادية ) وقرية (عيلبون). تبلغ سعته 750 ألف متر مكعب .متوسط ارتفاعه عن سطح البحر نحو 35 مترا.

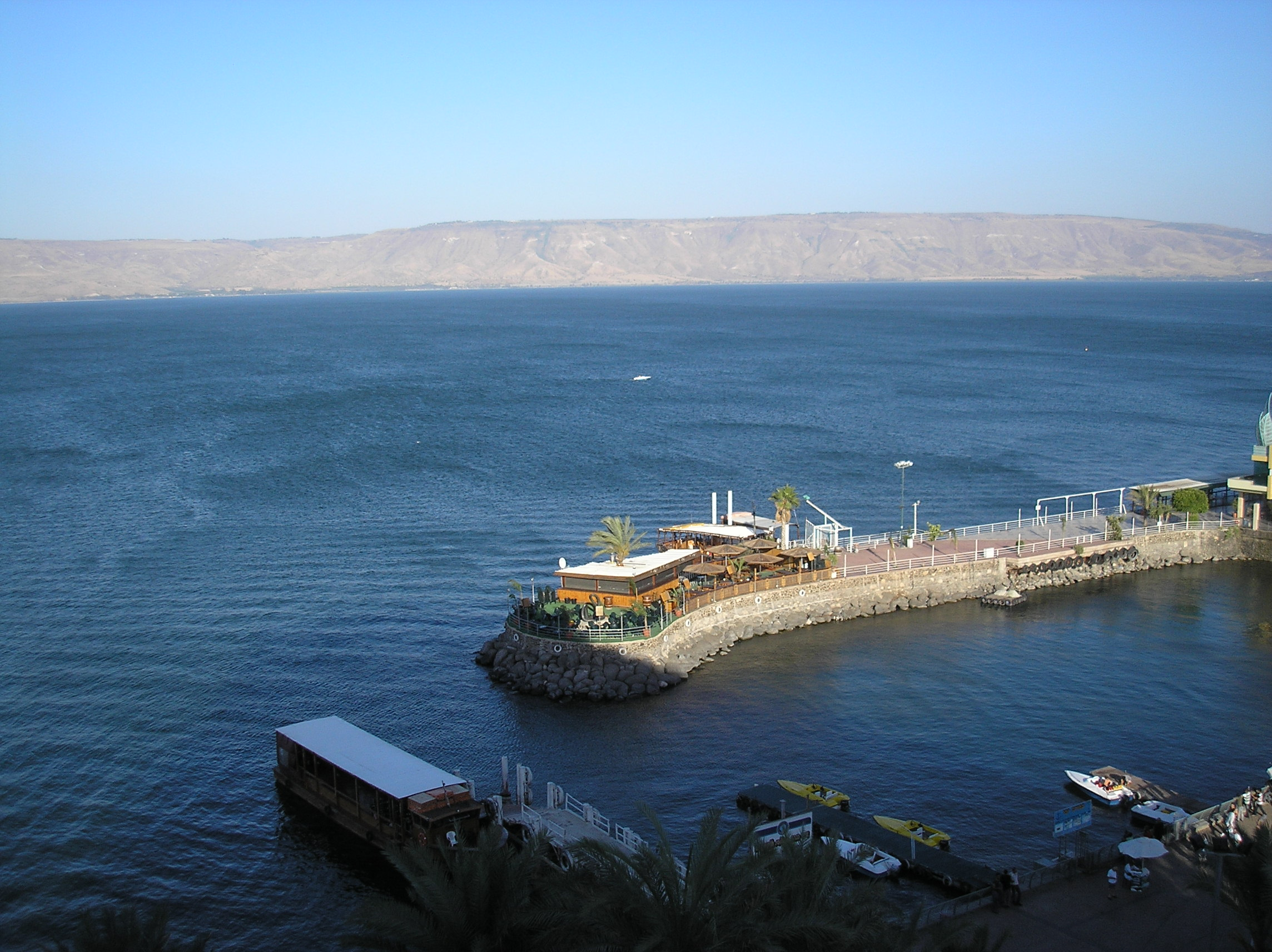

 محطة الضخ الثانية اقيمت في غور محفور في منحدر الجبل وجدرانها مبنية بالاسمنت المسلح. لرفع المياه من خزان صلمون إلى قناة عيلبون نحوا من 115 مترا ضمن أنابيب فولاذية يضغط الماء خلالها ويبلغ طولها 1كم. وقطرها 3 أمتار.
 قناة عيلبون وهي قناة مكشوفة طولها 1كم وهي أعلى نقطة في قناة بحيرة طبريا إذ يبلغ ارتفاعها عن سطح البحر نحو 150مترا. ولذا تنساب المياه منها جنوبا بسهولة ودون الحاجة لأي عملية ضخ. وتنتهي عند نفق عيلبون.
 نفق عيلبون شق هذا النفق تحت سطح جبل عيلبون عند خط عرض 5,50'32 وخط الطول 24'35 ويبلغ طوله 840 مترا وقطره 3 أمتار ومنه تنساب المياه إلى سهل الطوف من الجهة الشمالية الشرقية، جنوبي شرقي قرية عرابه.
 قناة البطوف قناة مكشوفة تخترق سهل البطوف من شماله الشرقي إلى جنوبه الغربي وواصلة بين نفق عيلبون وخزان البطوف. ويبلغ طولها 17كم.

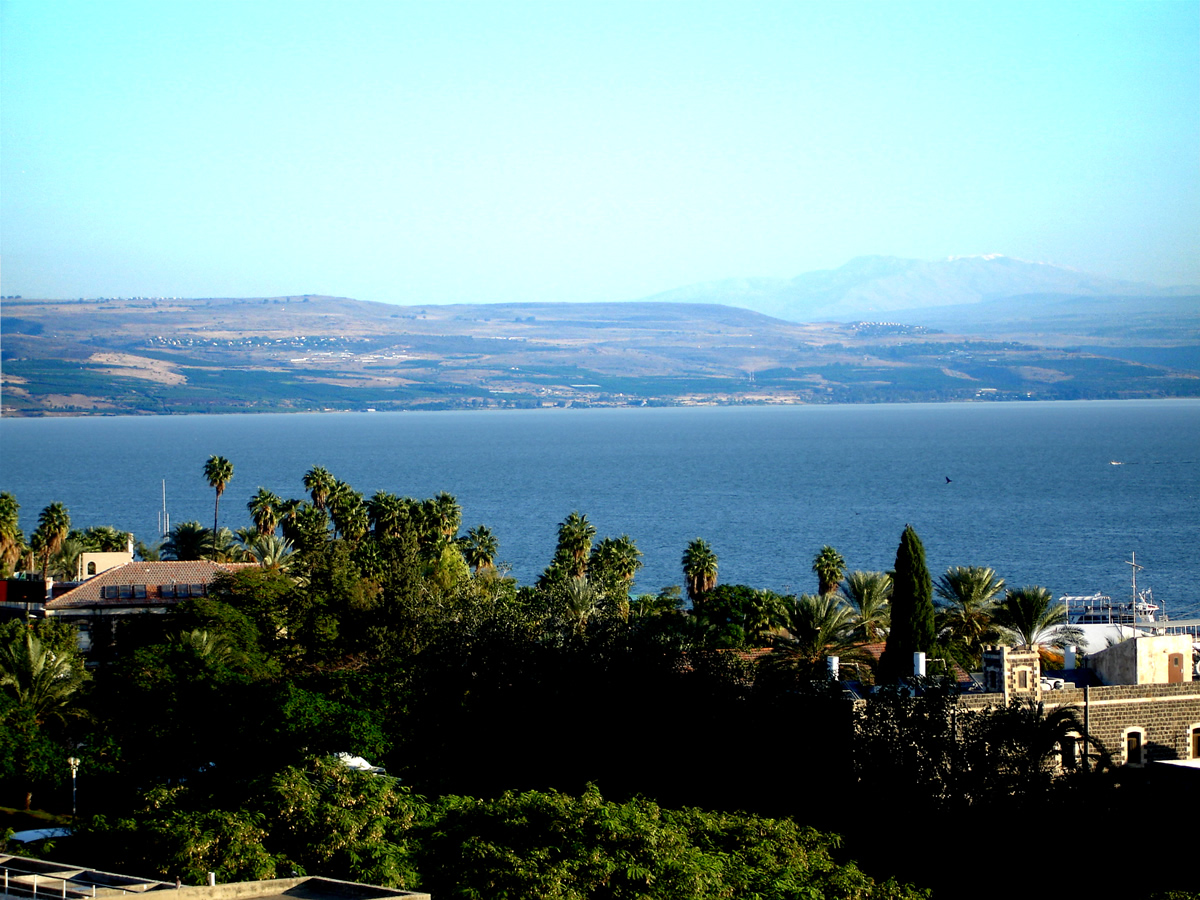

 خزان البطوف عبارة عن بحيرة اصطناعية تستطيع خزن كمية من المياه تصل إلى خمسة ملايين متر مكعب.
 نفق شمرون تسيل المياه من خزان البطوف في أنابيب أسمنتية تحت الأرض و مجتارة وادي مالك حتى تصل إلى الشمال الغربي من مستعمرة نهلال. وعندها تجري في النفق شق في الجبال وبلغ طوله 1600متر وعرف بنفق شمرون.
 نفق مناشيه((أ)) بعد خروج المياه من نفق شمرون تسير في أنابيب أسمنتية تحت الأرض .قاطعة مرج بن عامر ونهر المقطع حتى جبال الكرمل حيت شق (نفق مناشيه أ)مبتدئا إلى الغرب من مستعمرة (مشمارهاعيمق) وعلى بعد 2كم من طريق حيفا-مجدو ومنتهيا إلى الشرق من مستعمرة (راموت مناشيه) غربي قرية الدالية. ويبلغ طوله 6380مترا.
 نفق مناشيه((ب)) بعد خروج المياه من نفق مناشيه أ باتجاه غربي جنوبي مسافة 2 كم في أنابيب من الاسمنت تحت الأرض. تدخل بعدها نفق مناشيه (ب)البالغ طوله 360 مترا. بعد ذلك تتابع المياه سيرها في أنابيب اسمنتية قطرها 108 انش تحت الأرض وباتجاه جنوبيز في السهل الساحلي. قاطعة وادي الزرقا ووادي المفجر مكملة سيرها إلى الغرب من طولكرم، فالطيرة ومخترقة مستعمرة كفار سلبل حتى تصل محطة رأس العين. إلى الشرق من مستعمرة بناح تكفا. حامله معها 180مليون متر مكعب من المياه سنويا بعد أن تكون قطعت من بدايتها في الطابغة إلى رأس العين 125كم. وهنا تنضم إلى المشروع نهر العوجا الذي يحمل اليها حوال 70 مليون متر مكعب من الماء سنويا. وتتفرع إلى فرعين:
 أ-قناة البركون الشرقية وتجري مياهها في أنابيب اسمنتية تحت الأرض قطرها 68 انش متجهة من رأس العين جنوبا إلى الشرق من (بتاح تكفا) مارة ب (طيرة يهودا) فشرقي (اللد). وإلى الغرب من تل جرار والجنوب من مستعمرة (بيت عوزبيل) بنحو 1كم تنحرف بشدة نحو الجنوب الغربي حتى جنوب مستعمرة (موجا) مباشرة. حيث تتصل بقناة البركون الغربية. وبعدها تستمر في سيرها باتجاه جنوبي غربي مارة بمستعمرة (جيفيم). حتى تبلغ نهايتها جنوبي مستعمرة (ماجن).
 ب- قناة البركون الغربية تجري مياهها في أنابيب اسمنتية تحت الأرض قطرها 78 انش. متجهة من رأس العين غربا ثم جنوبا مارة بمستعمرة (بني براق ) لم (رامات غان) ثم غربي مستعمرة (رييشون ليزيون) و ( بن زكاي) و (كفار أفيف). وبعد ذلك تنحرف باتجاه جنوبي شرقي. إلى الشرق مباشرة من مستعمرة (جفعاتي) ثم (نجبا) إلى أن تتصل (بقناة البركون الشرقية) إلى الجنوب مباشرة من مستعمرة (نوجا).